# Großblättrige Schafgarbe
Die Großblättrige Schafgarbe (Achillea macrophylla) ist eine Pflanzenart aus der Gattung der Schafgarben (Achillea) innerhalb der Familie der Korbblütler (Asteraceae).

## Beschreibung

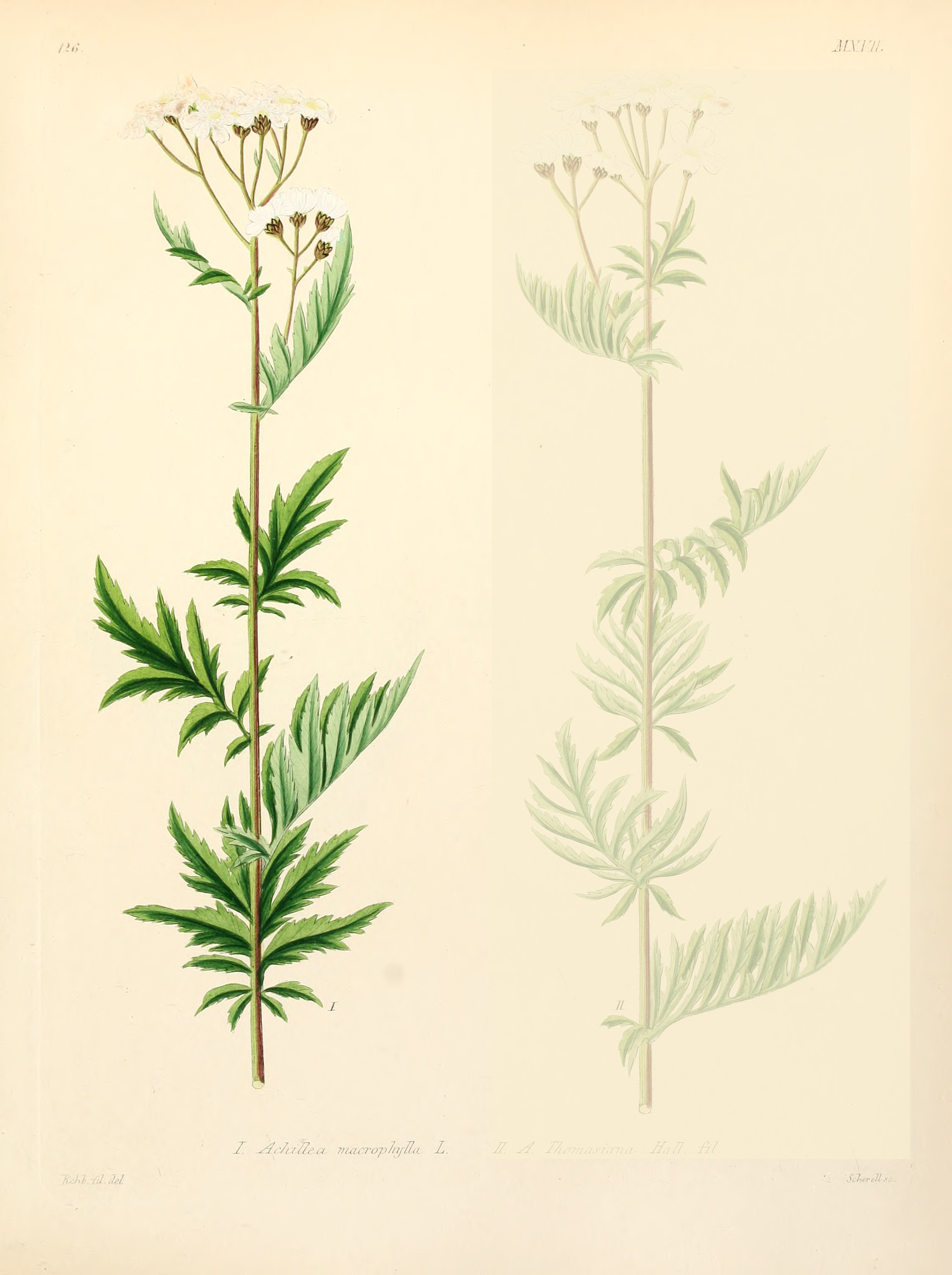
Illustration

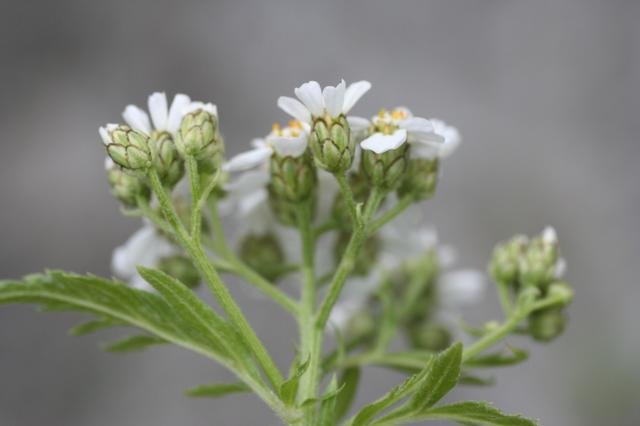
Blütenstand

### Vegetative Merkmale
Die Großblättrige Schafgarbe ist eine ausdauernde krautige Pflanze, die Wuchshöhen von selten nur 30 bis, meist 50 bis 100 Zentimetern erreicht. Ihr Rhizom ist kurz kriechend und knotig. Der aufrechte Stängel ist besonders im unteren Bereich kurz behaart.
Die vielen Laubblätter sind wechselständig am Stängel angeordnet. Die zerstreut kurz behaarte Blattspreite ist im Umriss eiförmig und fiederschnittig und jederseits in vier bis sechs Abschnitte geteilt. Ihre spitzen Abschnitte sind bei einer Breite von 5 bis 15 Millimetern lanzettlich, scharf doppelt gesägt und mit ihren Sägezähnen schräg nach vorn gerichtet.

### Generative Merkmale
Die Blütezeit reicht von Juli bis September. Im doldenrispige Gesamtblütenstand sind 10 bis 35 körbchenförmigen Teilblütenstände mäßig dicht (locker) angeordnet. Die Blütenkörbchen weisen einen Durchmesser von 10 bis 13 Millimetern auf. Die Hülle ist glockig und 4 bis 5 Millimeter hoch. Die mehrreihig angeordneten Hüllblätter sind ungleich lang und haben eine schmalen braunen Hautrand. Das Blütenkörbchen enthält Scheiben- = Röhrenblüten und Strahlenblüten = Zungenblüten. Die zahlreichen Röhrenblüten sind weißlich. Die fünf bis acht Zungenblüten sind weiß; ihre Zungen sind bei einer Länge von 4 bis 7 Millimetern mindestens so lang wie die Korbhülle.
Die Achänen sind grau, glänzend und abgeflacht.
Die Chromosomenzahl beträgt 2n = 18.

## Ökologie
Bei der Großblättrigen Schafgarbe handelt es sich vermutlich um einen rosettenlosen Hemikryptophyten.
Die Bestäubung erfolgt durch Insekten. Die Ausbreitung der Diasporen (es sind die Achänen) erfolgt vermutlich durch Wind.

## Vorkommen
Das Verbreitungsgebiet der Großblättrigen Schafgarbe umfasst die Alpen von Frankreich, der Schweiz, Italien, Deutschland und Österreich.
Die Großblättrige Schafgarbe wächst in sickerfrischen Hochstaudenfluren und Gebüschen in der subalpinen Höhenstufe. Sie kommt vor allem im Alnetum viridis aus dem Verband Adenostylion alliariae vor. Achillea macrophylla ist nährstoffanspruchsvoll und meidet Kalk. In Deutschland ist diese Alpenpflanze verbreitet in Südwest-Bayern im Allgäu zu finden und kommt hier in Höhenlagen von 1200 bis 1950 Metern vor. In Mitteleuropa reichen ihre Höhengrenzen von 950 bis 2100 Meter.
Die ökologischen Zeigerwerte nach Landolt et al. 2010 sind in der Schweiz: Feuchtezahl F = 3 (mäßig feucht), Lichtzahl L = 3 (halbschattig), Reaktionszahl R = 3 (schwach sauer bis neutral), Temperaturzahl T = 2 (subalpin), Nährstoffzahl N = 4 (nährstoffreich), Kontinentalitätszahl K = 2 (subozeanisch).

## Taxonomie
Die Erstveröffentlichung erfolgte 1753 unter dem Namen (Basionym) Achillea macrophylla durch Carl von Linné in Species Plantarum, Tomus II, S. 898.